# Faekhu
Faekhu is een bestuurslaag in het regentschap Gunungsitoli van de provincie Noord-Sumatra, Indonesië. Faekhu telt 896 inwoners (volkstelling 2010).